# 구몬 도루
구몬 도루, 또는 쿠몬 토-루(일본어: 公文 公 くもん とおる[*], 1914년 3월 26일 ~ 1995년 7월 25일)는 일본 고치현 출신의 수학 교사로, 구몬식 학습법의 창시자로 알려져 있다.

## 약력
- 고등학교 수학 교사 퇴직 후 오사카 수학 교육 연구회(현재의 구몬교육연구회)를 설립하였다.

## 구몬식 학습법
구몬식 학습법이 태어난 배경으로는 구몬 도루 자신이 중학생 시절에 학년 이상 고속으로 이동 수업을 받은 것, 모르는 것만 질문을 허용하고 원칙적으로 학생들이 개인별로 문제를 풀어서 진행하는 수학 수업을 받은 것에 감명을 받은 자신의 교사 생활 때에 어느 쪽인가 하면 수학을 싫어하는 고교생에게 먼저 무엇을 하는 것이 중요한 것인가를 생각한 끝에 처리 능력의 충실이야말로 우선 필수적이라고 생각했다는 것에 있다고 해도 무방하다. "수학 이것도 저것도 있는가? 먼저 처리 능력을 돌파구로한다"라는 것이 구몬 도루의 오랜 주장이었다.
또한 구몬식 학습법이 탄생한 경위와 그의 생각은 "실습 - 구몬 도루 자서전 아이의 지적 가능성을 추구하여"(구몬 출판사, 1991년)라는 저서에 자세히 적혀 있다. 수학 교육에 대해서는 수도 방식(ja:水道方式)의 도야마 히라쿠(ja:遠山啓)와 오랜 경쟁 관계에 있었다.

## 같이 보기
- 교원그룹
- 구몬학습